# A-2304
La A-2304 es una carretera andaluza en la provincia de Cádiz.
Comunica Alcalá de los Gazules con Ubrique a través de un itinerario montañoso.
- Datos: Q5653228